# Ołeksandr Iwanow (ur. 1965)
Ołeksandr Mychajłowycz Iwanow, ukr. Олександр Михайлович Іванов, ros. Александр Михайлович Иванов, Aleksandr Michajłowicz Iwanow (ur. 23 listopada 1965 w Charkowie) – ukraiński piłkarz, grający na pozycji napastnika, a wcześniej pomocnika, trener piłkarski.

## Kariera piłkarska

### Kariera klubowa
Wychowanek Metalista Charków, w którym w 1981 rozpoczął karierę piłkarską. Pierwsze trenerzy Wałerij Bohdanow i Mykoła Kolcow. Barwy charkowskiego klubu bronił przez 11 lat. W 1991 wyjechał za granicę, gdzie został piłkarzem fińskiego Turun Palloseura. W 1992 powrócił do Ukrainy, gdzie występował w klubach Dynamo-2 Kijów, Torpedo Zaporoże, Worskła Połtawa, Nywa Mironówka, FK Boryspol, SBTS Sumy i SK Mikołajów. W 1995 bronił barw rosyjskiego klubu Awangard-Kortek Kołomna. Na początku 1996 powrócił do Ukrainy, podpisując kontrakt z Ahrotechserwisem Sumy. Sezon 1996/97 spędził w węgierskim Dunaferr SE. W końcu 1997 zakończył karierę piłkarską w zespole Werchowyna Użhorod.

## Kariera trenerska
Po rozstaniu z wyczynowym uprawianiem sportu pozostał przy futbolu jako trener. Najpierw pomagał trenować Arsenał Charków. Od 2003 pracował w sztabie szkoleniowym Metalista Charków. W 2014 razem z Myronem Markewiczem przeszedł do Dnipra Dniepropetrowsk. Od 2016 pomagał trenować Ruch Winniki. 27 września 2017 został mianowany na stanowisko głównego trenera klubu Metalist 1925 Charków. 3 maja 2018 podał się do dymisji. 16 czerwca 2019 dołączył do sztabu szkoleniowego Ostapa Markewycza w Ahrobiznesie Wołoczyska, a 7 października 2019 został mianowany na stanowisko głównego trenera klubu. 6 grudnia 2019 na zaproszenie głównego trenera Ostapa Markewycza przeniósł się do Czornomorca Odessa.

## Sukcesy i odznaczenia

### Sukcesy klubowe
- mistrz Pierwszej ligi ZSRR: 1981
- zdobywca Pucharu ZSRR: 1988
- zdobywca Pucharu Finlandii: 1991
- mistrz Spartakiady Narodów ZSRR: 1986

### Odznaczenia
- tytuł Mistrza Sportu ZSRR: 1986